# Stefanowo (powiat radziejowski)
Stefanowo – wieś w Polsce położona w województwie kujawsko-pomorskim, w powiecie radziejowskim, w gminie Bytoń.

## Podział administracyjny
W latach 1975–1998 miejscowość położona była w województwie włocławskim.

## Demografia
Według Narodowego Spisu Powszechnego (III 2011 r.) liczyła 113 mieszkańców. Jest trzynastą co do wielkości miejscowością gminy Bytoń.